# Aurice
Aurice je naselje in občina v francoskem departmaju Landes regije Akvitanije. Naselje je leta 2009 imelo 645 prebivalcev.

## Geografija
Kraj leži v pokrajini Gaskonji 15 km jugozahodno od Mont-de-Marsana.

## Uprava
Občina Aurice skupaj s sosednjimi občinami Audignon, Banos, Bas-Mauco, Cauna, Coudures, Dumes, Eyres-Moncube, Fargues, Montaut, Montgaillard, Montsoué, Saint-Sever in Sarraziet sestavlja kanton Saint-Sever s sedežem v Saint-Severu. Kanton je sestavni del okrožja Mont-de-Marsan.

## Zanimivosti
- cerkev Notre-Dame d'Aurice iz 17. stoletja,
- cerkev Notre-Dame de Lagastet.